# Glyptothorax madraspatanus
Glyptothorax madraspatanus är en fiskart som först beskrevs av Day, 1873.  Glyptothorax madraspatanus ingår i släktet Glyptothorax och familjen Sisoridae. IUCN kategoriserar arten globalt som starkt hotad. Inga underarter finns listade i Catalogue of Life.